# 蔡賜爵
蔡賜爵（1949年1月15日—），生於台灣嘉義縣東石鄉，企業家，創辦運佳旅行社。他長期參加台灣的體育活動，為中華奧會副主席。

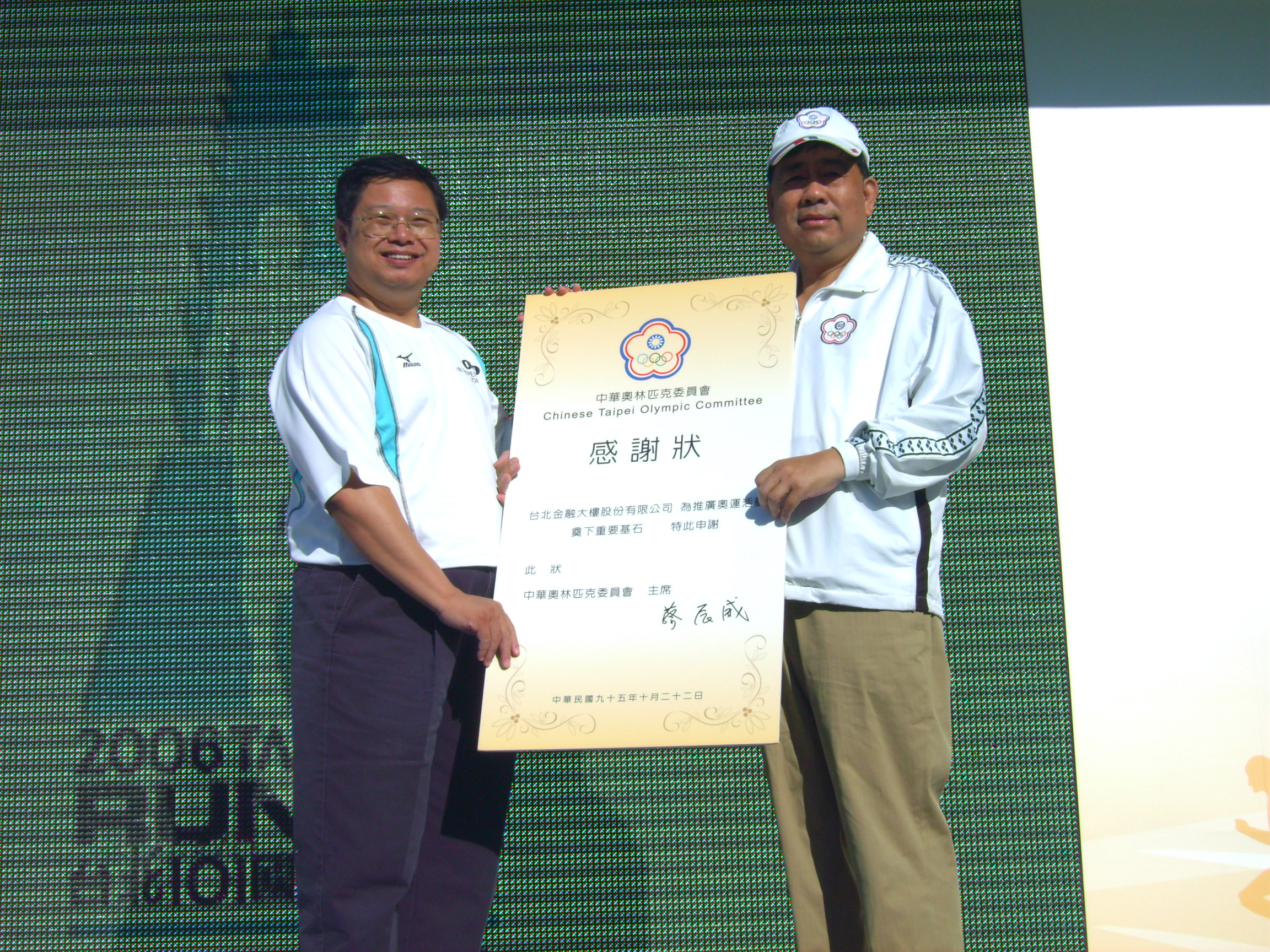
台北101國際登高賽，右側戴帽者為蔡賜爵。

## 生平
曾學過布袋戲，在19歲時離開故鄉東石，北上至台北工作。
1982年創辦運佳旅行社，在1990年代兩岸開放交流後，事業有所成就。
其妻出身於台北體院（後與臺北市立教育大學合併為臺北市立大學），在體育界中人脈廣闊。蔡賜爵自1997年開始擔任過包括中華民國手球協會等多個運動協會的理事長或副理事長。蔡賜爵曾與宋時選的兒子一同辦體育雜誌，經宋時選的推薦，在張豐緒擔任奧會主席時，由蔡賜爵任1997年釜山東亞運總領隊，此後擔任過多次中華代表隊領隊或副領隊。在台灣政界中，包括洪秀柱、陳士魁、蘇貞昌、張朝國等人，都與蔡賜爵關係良好。
2013年12月，當選中華奧會副主席。
2019年4月10日，蔡賜爵與中華民國壘球協會副秘書長畢鈞輝涉嫌不實辦理中華女壘移地訓練的採購案，遭中華民國法務部調查局高雄市調查處搜索並移送台北地檢署，於11日凌晨偵訊過後，蔡賜爵以20萬元新台幣交保。

## 爭議

### 包攬中華代表隊業務
2012年，蔡賜爵被檢舉違反利益迴避，監察院進行調查，發現代表隊及考察團出國運輸採購案，長期只有蔡賜爵的運佳旅行社一家投標，認為投標過程應改善。2013年監院調查報告發表後，體委會要求運佳旅行社更換負責人，運佳旅行社變更負責人，由蔡賜爵之子蔡逸凡擔任。並在2016年8月，網球選手謝淑薇奧運教練問題事件再被提出來討論，其中民主進步黨立法委員黃國書和許智傑，以及國民黨立法委員及中華職業棒球大聯盟會長吳志揚都有表態回應。

### 2016年奧運爭議
2016年8月4日，蔡賜爵因為立場偏袒詹家，當網球選手謝淑薇找蔡賜爵討論選手村問題，蔡賜爵拍桌要求「相忍為國」，謝淑薇宣布退出台灣網壇，不再接受國家隊徵召，並退出里約奧運單打及雙打比賽。